# Canalejas del Arroyo
Canalejas del Arroyo là một đô thị trong tỉnh Cuenca, cộng đồng tự trị Castile-La Mancha Tây Ban Nha. Đô thị này có diện tích là 60,95 ki-lô-mét vuông, dân số năm 2009 là 343 người với mật độ người/km². Đô thị này có cự ly 53 km so với tỉnh lỵ Cuenca.